# Dick Vertlieb
Richard Harvey Vertlieb, detto Dick (Watts, 7 ottobre 1930 – Las Vegas, 5 dicembre 2008), è stato un dirigente sportivo statunitense, attivo nella National Basketball Association e in Major League Baseball. Vinse l'NBA Executive of the Year Award al termine della stagione NBA 1974-1975.

## Carriera
In NBA fu general manager di tre squadre: Seattle SuperSonics dal 1968 al 1969; Golden State Warriors dal 1974 al 1976; Indiana Pacers dal 1980 al 1981. Nel 1977 divenne il primo general manager dei Seattle Mariners, squadra di MLB. Ebbe inoltre un ruolo chiave nella nascita dei Seattle Seahawks (squadra di National Football League) e dei Seattle Sounders (in North American Soccer League).

## Palmarès

### General Manager
- Campionato NBA: 1

Golden State Warriors: 1975